# Landelles-et-Coupigny
Landelles-et-Coupigny – miejscowość i gmina we Francji, w regionie Normandia, w departamencie Calvados.
Według danych na rok 1990 gminę zamieszkiwały 802 osoby, a gęstość zaludnienia wynosiła 33 osoby/km² (wśród 1815 gmin Dolnej Normandii Landelles-et-Coupigny plasuje się na 285. miejscu pod względem liczby ludności, natomiast pod względem powierzchni na miejscu 66.).